# Bruno Oprandi
Bruno Oprandi (Esperanza, Santa Fe, 3 de mayo de 1985) es un exjugador profesional de baloncesto argentino. Se desempeñaba habitualmente en las posiciones de base o escolta. Surgido de Alma Juniors de Esperanza, jugó cinco temporadas en equipos de la Liga Nacional de Básquet antes de pasar al Torneo Nacional de Ascenso como parte de la plantilla de Ciclista Juninense; en 2016 regresó a la LNB para jugar media temporada con Hispano Americano, equipo con el que se había consagrado campeón del TNA. Luego de ello jugaría unos años más en La Liga Argentina y el Torneo Federal de Básquetbol antes de retirarse. 
En 2007 fue parte de la selección de Santa Fe que conquistó el Campeonato Argentino de Básquet.

## Trayectoria

### Clubes
| Club                          | País      | Año         |
| ----------------------------- | --------- | ----------- |
| Alma Juniors                  | Argentina | 2000 - 2002 |
| Gimnasia y Esgrima La Plata   | Argentina | 2002 - 2004 |
| River Plate                   | Argentina | 2004 - 2005 |
| Central Entrerriano           | Argentina | 2005 - 2006 |
| Ciclista Juninense            | Argentina | 2006 - 2012 |
| San Martín de Corrientes      | Argentina | 2012 - 2013 |
| San Isidro                    | Argentina | 2013 - 2014 |
| Hispano Americano             | Argentina | 2014 - 2016 |
| Atenas de Carmen de Patagones | Argentina | 2017        |
| Ferrocarril Patagónico        | Argentina | 2017 - 2018 |
| Tiro Federal de Morteros      | Argentina | 2018 - 2019 |
| Echagüe                       | Argentina | 2019 - 2020 |

## Selección nacional
Oprandi fue miembro de la selección de baloncesto Sub-21 de Argentina, con la cual disputó el Campeonato Mundial de Baloncesto Sub-21 Masculino de 2005 entre otros torneos. 